# Carlos Sainz Jr.
Carlos Sainz Jr., właśc. Carlos Sainz Vázquez de Castro  ( odsłuchaj) (ur. 1 września 1994 w Madrycie) – hiszpański kierowca wyścigowy, startujący w mistrzostwach świata Formuły 1 od sezonu 2015. Od sezonu 2025 kierowca zespołu Williams F1, zwycięzca czterech wyścigów Formuły 1, mistrz Formuły Renault 3.5 (2014).
W latach 2010–2014 członek programu dla młodych kierowców zespołu Red Bull Racing, Red Bull Junior Team.
Syn dwukrotnego rajdowego mistrza świata oraz zwycięzcy Rajdu Dakar Carlosa Sainza.

## Życiorys

### Początki
Urodził się w rodzinie dwukrotnego rajdowego mistrza świata oraz zwycięzcy Rajdu Dakar Carlosa Sainza i Reyes Vazquez de Castro. Ma dwie siostry, starszą Blancę oraz młodszą Anę. W odróżnieniu od kariery ojca, Sainz Jr. wybrał wyścigi na torze i w 2005 roku, w wieku jedenastu lat rozpoczął starty w kartingu. Odnosił sukcesy w kategorii KF3 m.in. w 2009 roku zwyciężył w 13. Monaco Kart Cup CIK-FIA i zdobył wicemistrzostwo Europy.

### 2010: debiut w wyścigach jednomiejscowych i Formuła BMW

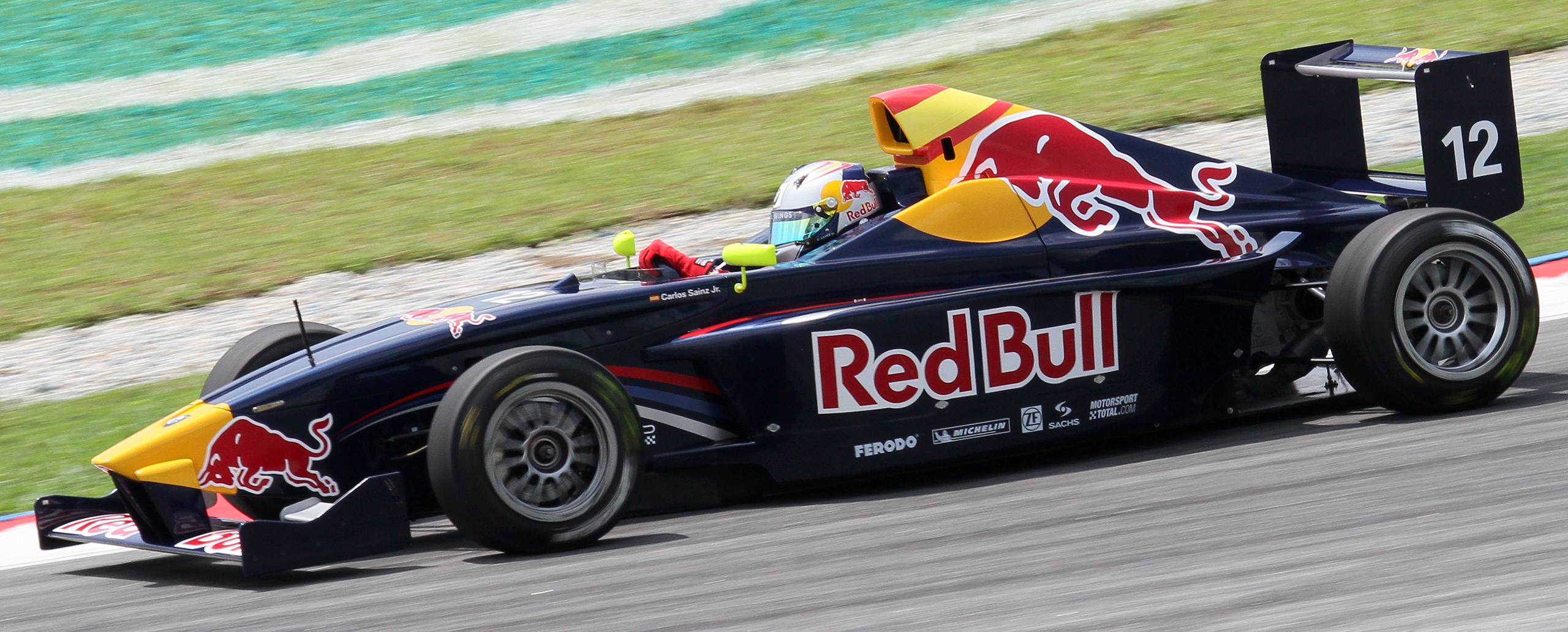
Formuła BMW Pacyfik na torze Sepang International Circuit (2010)

W 2010 roku Sainz zadebiutował w wyścigach jednomiejscowych jednocześnie dołączając do programu dla młodych kierowców zespołu Red Bull Racing, Red Bull Junior Team. 
Rozpoczął od startów w juniorskich seriach Formuły BMW (Europa i Pacyfik) w zespole EuroInternational. W swoim debiutanckim wyścigu, w Formule BMW Europa na Circuit de Barcelona-Catalunya zajął trzecie miejsce, co odnotowały hiszpańskie media. Swoje pierwsze zwycięstwo w karierze odniósł na torze Silverstone. W obu seriach stawał na podium dziesięciokrotnie, w tym trzykrotnie zwyciężał. Jego starty w serii Pacyfik miały status występów gościnnych i ostatecznie został sklasyfikowany jedynie w klasyfikacji generalnej serii Europa, na czwartej pozycji.
Ponadto startował gościnnie w innych seriach wyścigowych m.in. w czterech wyścigach Europejskiego Pucharu Formuły Renault 2.0 stając raz na podium, następnie w czterech kolejnych wyścigach Europejskiej F3 Open również z jednym podium w dorobku oraz w dwóch wyścigach Brytyjskiej Formuły Renault w barwach zespołu Koiranen bros. Motorsport.

### 2011–2012: Formuła Renault i Formuła 3

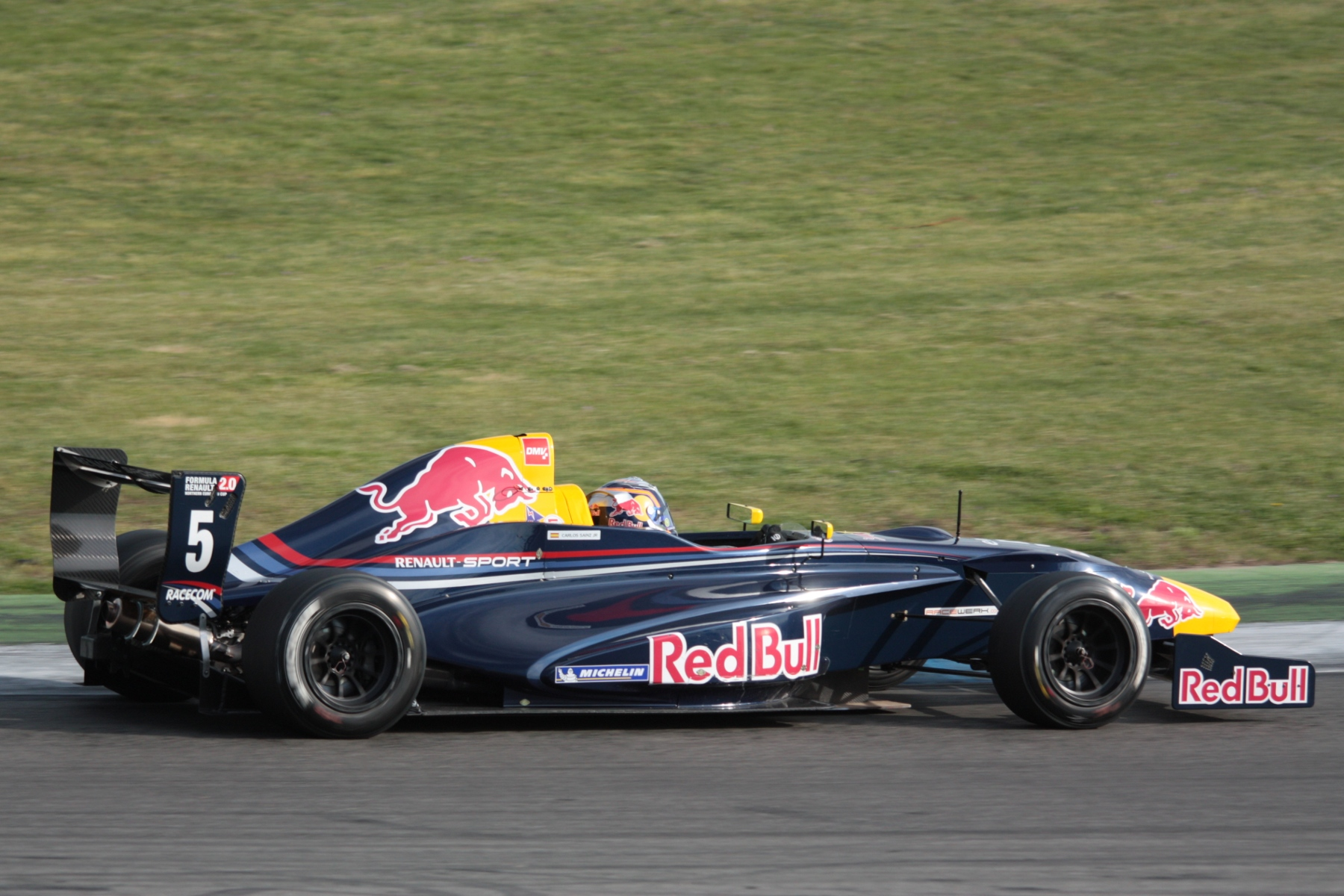
Północnoeuropejski Puchar Formuły Renault 2.0 na torze Hockenheimring (2011)

W sezonie 2011 Hiszpan kontynuował karierę w zespole Koiranen Motorsport z którym startował w Europejskim i Północnoeuropejskim Pucharze Formuły Renault 2.0. W pierwszej z serii na 14 wyścigów stawał na podium 10-krotnie, wygrał dwukrotnie i pięciokrotnie startował z pole position. Z dorobkiem 200 punktów zajął drugie miejsce w klasyfikacji generalnej ustępując jedynie Holendrowi Robinowi Frijnsowi. Z kolei w północnoeuropejskiej serii Sainz zdominował rywalizację stając na podium w 17 z 20 wyścigów i wygrywając osiem z nich. Zdobył 489 punktów i pokonał Daniiła Kwiata o 48 pkt.
W gościnnych startach wystąpił również w trzech wyścigach sezonu 2011 Formuły 3 Euroseries do której dołączył oficjalnie w kolejnym sezonie. Ponadto zarówno w 2011, jak i 2012 roku wystartował w Grand Prix Makau, gdzie zajął odpowiednio 17. i 7. pozycję. 
W sezonie 2012 roku rywalizował w kilku seriach wyścigowych, we wszystkich w barwach zespołu Carlin. We wspomnianej Formule 3 Euro Series zaliczył 24 wyścigi, ale tylko dwukrotnie stawał na drugim stopniu podium i po zdobyciu 112 punktów zajął dziewiąte miejsce na koniec sezonu. Z kolei w 26 wyścigach Brytyjskiej Formuły 3 stanął na podium dziewięciokrotnie w tym wygrał pięć z nich. Zebrał 224 pkt i uplasował się na szóstym miejscu w klasyfikacji generalnej. Wziął również udział w 24 wyścigach Europejskiej Formuły 3, gdzie stanął pięciokrotnie na podium w tym raz na jego najwyższym stopniu. Ostatecznie zajął w tej serii piąte miejsce na koniec sezonu.

### 2013–2014: Formuła Renault 3.5 i seria GP3

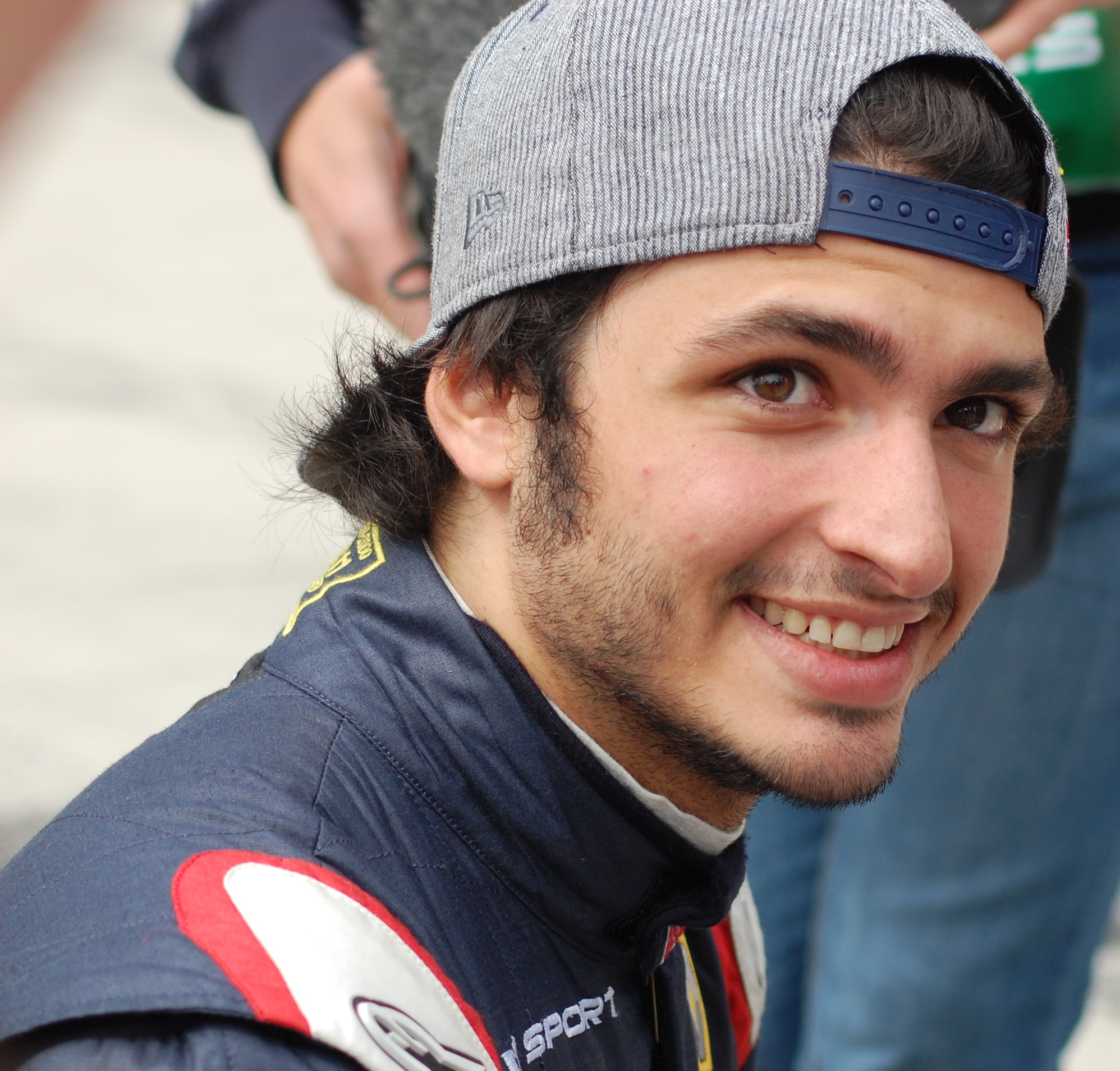
Sainz podczas startów w Formule Renault 3.5 (2014)

W sezonie 2013 Sainz startował w dwóch seriach wyścigowych, serii GP3 i Formule Renault 3.5. W serii GP3, w zespole MW Arden założonym przez Christiana Hornera, Sainz stanął na podium w dwóch z 16 wyścigów i wywalczył jedno pole position, co dało mu dziesiątą lokatę w klasyfikacji generalnej. W 2013 roku Sainz zadebiutował również w Formuła Renault 3.5 w zespole Zeta Corse, ale na dziewięć startów punktował tylko trzykrotnie.
W sezonie 2014 Hiszpan przeniósł się do francuskiego zespołu DAMS i skupił się na startach w Formule Renault 3.5. Pierwsze z siedmiu zwycięstw w sezonie odniósł podczas pierwszego weekendu wyścigowego na Autodromo Nazionale di Monza. Został przy tym najmłodszym zwycięzcą wyścigu tej serii mając w chwili triumfu 20 lat oraz pierwszym juniorem Red Bulla z takim osiągnięciem. Oprócz tego startował z pole position siedmiokrotnie i uzyskał siedem najlepszych okrążeń w sezonie. Zgromadził 227 punktów i pokonał drugiego w klasyfikacji, Pierre’a Gasly’ego o 35 pkt zdobywając tym samym tytuł mistrzowski. W klasyfikacji konstruktorów zwyciężył reprezentowany przez niego zespół DAMS.

### Od 2015: Formuła 1

#### Scuderia Toro Rosso (2015–2017)

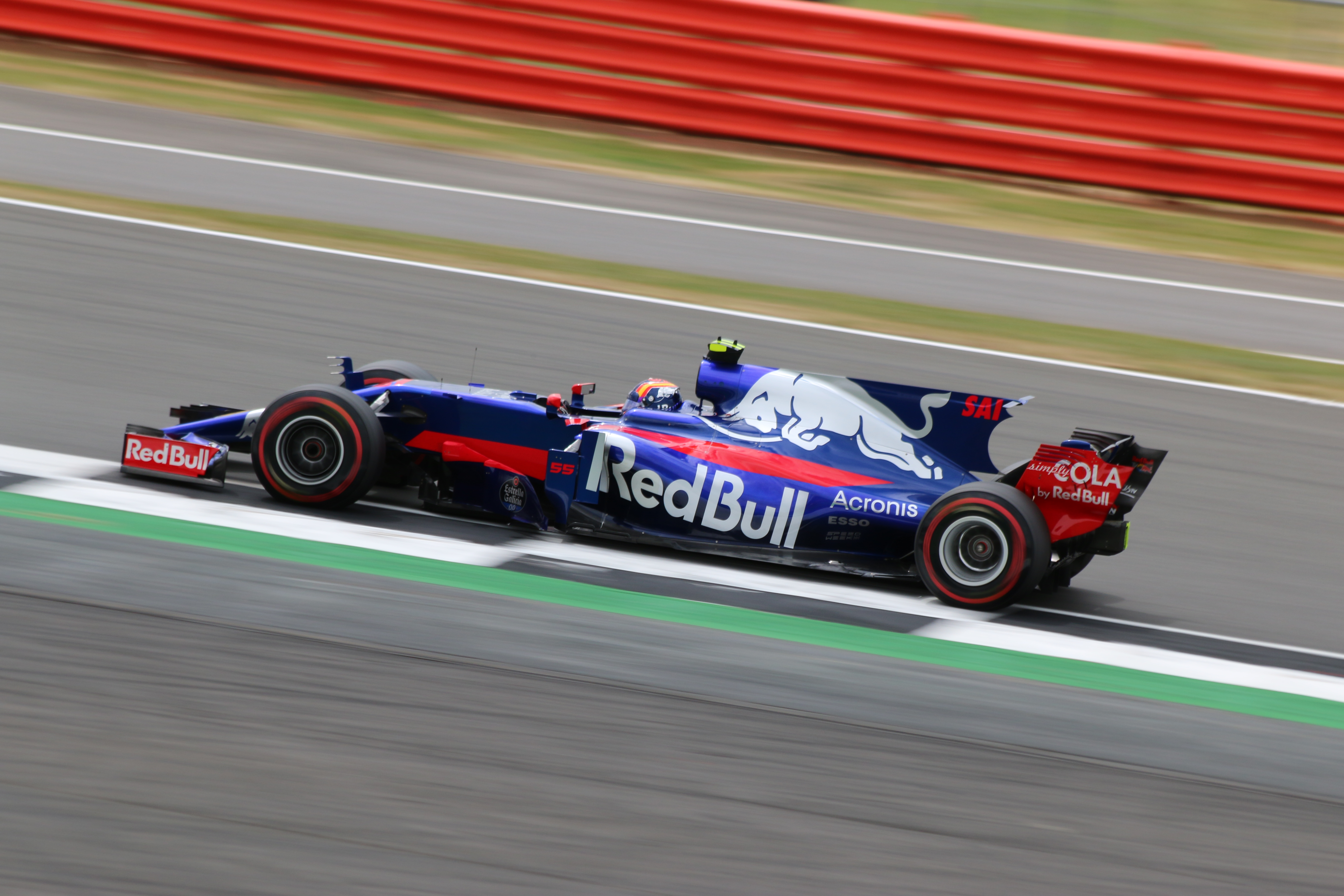
Grand Prix Wielkiej Brytanii 2017 w bolidzie Toro Rosso STR12

Sainz został członkiem juniorskiego programu zespołu Red Bull Racing, Red Bull Junior Team w 2010 roku. W lipcu 2013 roku miał pierwszą szansę na jazdę bolidem Formuły 1 podczas dwudniowych testów dla młodych kierowców na torze Silverstone. Prowadził bolidy obu zespołów Red Bulla z ówczesnego sezonu, Toro Rosso STR8 i Red Bull RB9. Drugiego dnia testów w bolidzie Red Bull Racing Sainz osiągnął czwarty czas, zaś trzeciego dnia w bolidzie Scuderia Toro Rosso zanotował drugi czas za Sebastianem Vettelem. Hiszpan przyznał, że pierwszą szansę na starty w Formule 1 miał w sezonie 2014, kiedy to prowadził negocjacje z zespołem Caterham F1, które jednak nie zakończyły się finalizacją umowy. Po sezonie 2014 Renault Sport Technologies i Infiniti Red Bull Racing F1 Team zaprosiły Sainza, ówczesnego mistrza serii Formuły Renault 3.5, na testy posezonowe na torze Yas Marina w bolidzie Red Bull RB10.
28 listopada 2014 roku, 20-letni Hiszpan został ogłoszony nowym kierowcą zespołu Scuderia Toro Rosso w sezonie 2015. Jego partnerem zespołowym został 17-letni Holender Max Verstappen, tworząc tym samym najmłodszy zespół kierowców w stawce. Sezon 2015 Formuły 1 rozpoczął dziewiątym miejscem w debiutanckim wyścigu w Grand Prix Australii. Na 19 wyścigów zdobywał punkty siedmiokrotnie i nie ukończył również siedmiu z nich głównie z powodu awarii bolidu. W październiku 2015 roku podczas trzeciej sesji treningowej przed Grand Prix Rosji 2015 stracił panowanie nad bolidem i z impetem uderzył w bariery. Nie doznał poważnych obrażeń i wziął udział w niedzielnym wyścigu, choć go nie ukończył. W bezpośredniej rywalizacji z Verstappenem zajmował lepsze miejsce w 10 z 19 kwalifikacji, ale przegrał w klasyfikacji generalnej którą zakończył na 15. miejscu z dorobkiem 18 pkt.
Sezon 2016 był dla Hiszpana bardziej udany niż poprzedni. Zdobył 46 punktów i zajął 12. miejsce w klasyfikacji generalnej, punktował w 10 z 21 wyścigów notując dobre rezultaty szczególnie w pierwszej części sezonu. W trakcie pierwszych czterech weekendów wyścigowych jego partnerem zespołowym był Max Verstappen, który przeszedł do pierwszego zespołu Red Bulla, Red Bull Racing, zaś jego miejsce obok Sainza zajął Rosjanin Daniił Kwiat.
W kolejnym sezonie Sainz kontynuował starty w Scuderia Toro Rosso wraz z Daniiłem Kwiatem. W pierwszych ośmiu rundach przed przerwą wakacyjną, do Grand Prix Azerbejdżanu 2017, punktował sześciokrotnie, zaś jego najlepszą lokatą było szóste miejsce w Grand Prix Monako 2017. W tym czasie pojawiły się plotki o rosnącym konflikcie pomiędzy Hiszpanem i właścicielami zespołu Toro Rosso, które miały spowodować przejście Sainza do Renault jeszcze w trakcie sezonu. Kierowca zaprzeczał doniesieniom medialnym. W kolejnej części sezonu Sainz zajął najlepszą lokatę w karierze, zajmując czwarte miejsce w Grand Prix Singapuru 2017. Jednak po dwóch kolejnych nieukończonych wyścigach doszło do wcześniej domniemanej zmiany zespołu przez Sainza. Hiszpan na cztery ostatnie weekendy wyścigowe przeniósł się do Renault Sport F1 Team zastępując Brytyjczyka Jolyona Palmera. Sainz i Red Bull zakończyli współpracę w przyjaznej atmosferze, zaś zespół Toro Rosso umożliwił mu transfer zastępując go Gaslym.

#### Renault Sport F1 Team (2017–2018)

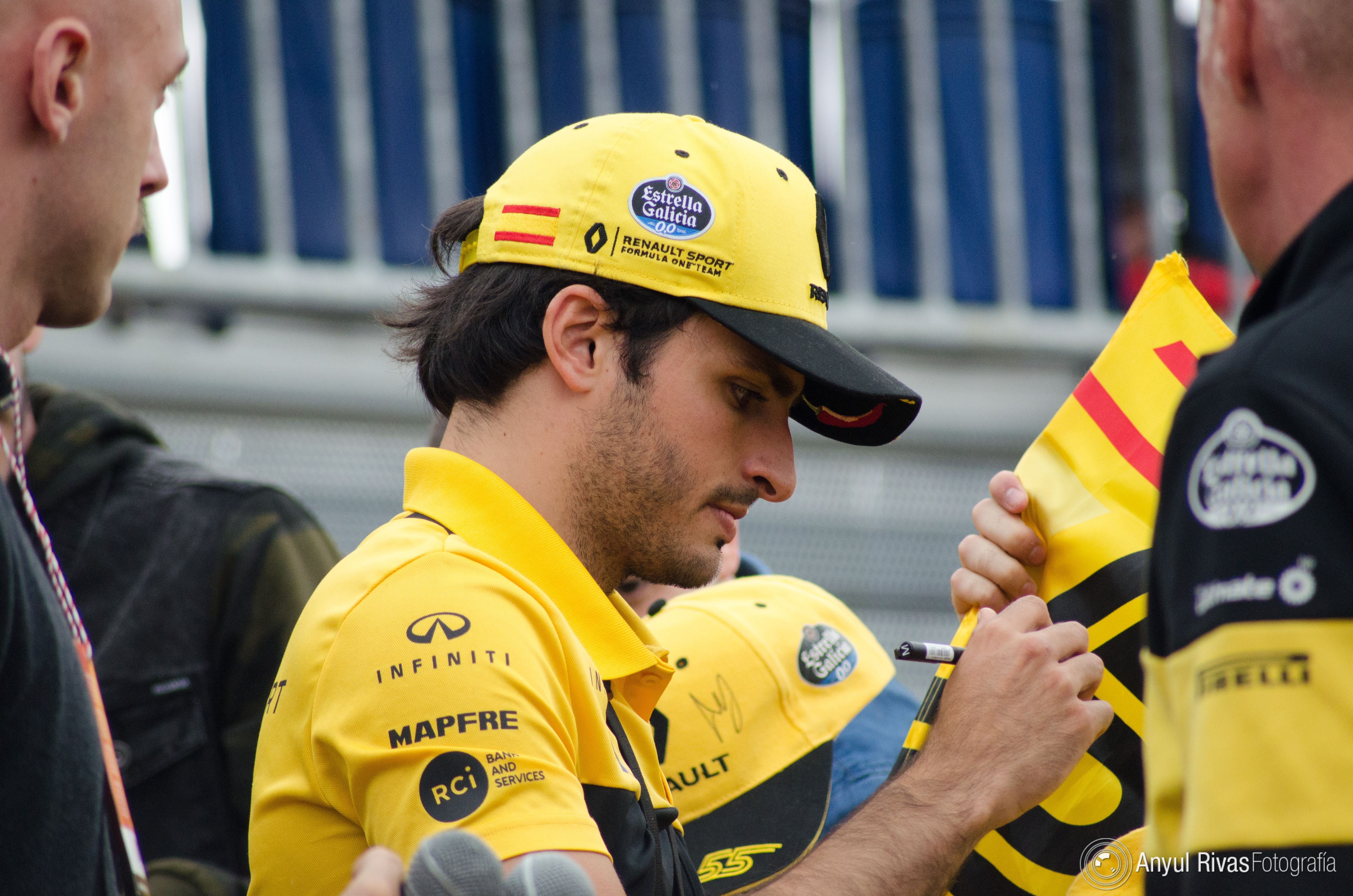
Sainz w barwach Renult F1 (2018)

W ostatnich czterech wyścigach sezonu 2017 w barwach Renault Sport F1 Team, Sainz ukończył dwa z nich i punktował raz, zajmując siódme miejsce w Grand Prix Stanów Zjednoczonych 2017. Ostatecznie zajął dziewiąte miejsce w klasyfikacji generalnej, o jedną lokatę wyżej od swojego nowego partnera zespołowego, Nico Hülkenberga.
We francuskim zespole Carlos Sainz Jr. spędził dwa sezony, kończąc je kolejno na 9. i 10. miejscu w klasyfikacji generalnej. Ze względu na zakontraktowanie Daniela Ricciardo, który przeszedł z zespołu Red Bull Racing do Renault F1, Sainz podpisał kontrakt z brytyjskim zespołem McLaren F1. Zastąpił on w zespole odchodzącego z Formuła 1 hiszpańskiego kierowcę Fernando Alonso.

#### Mclaren F1 Team (2019–2020)

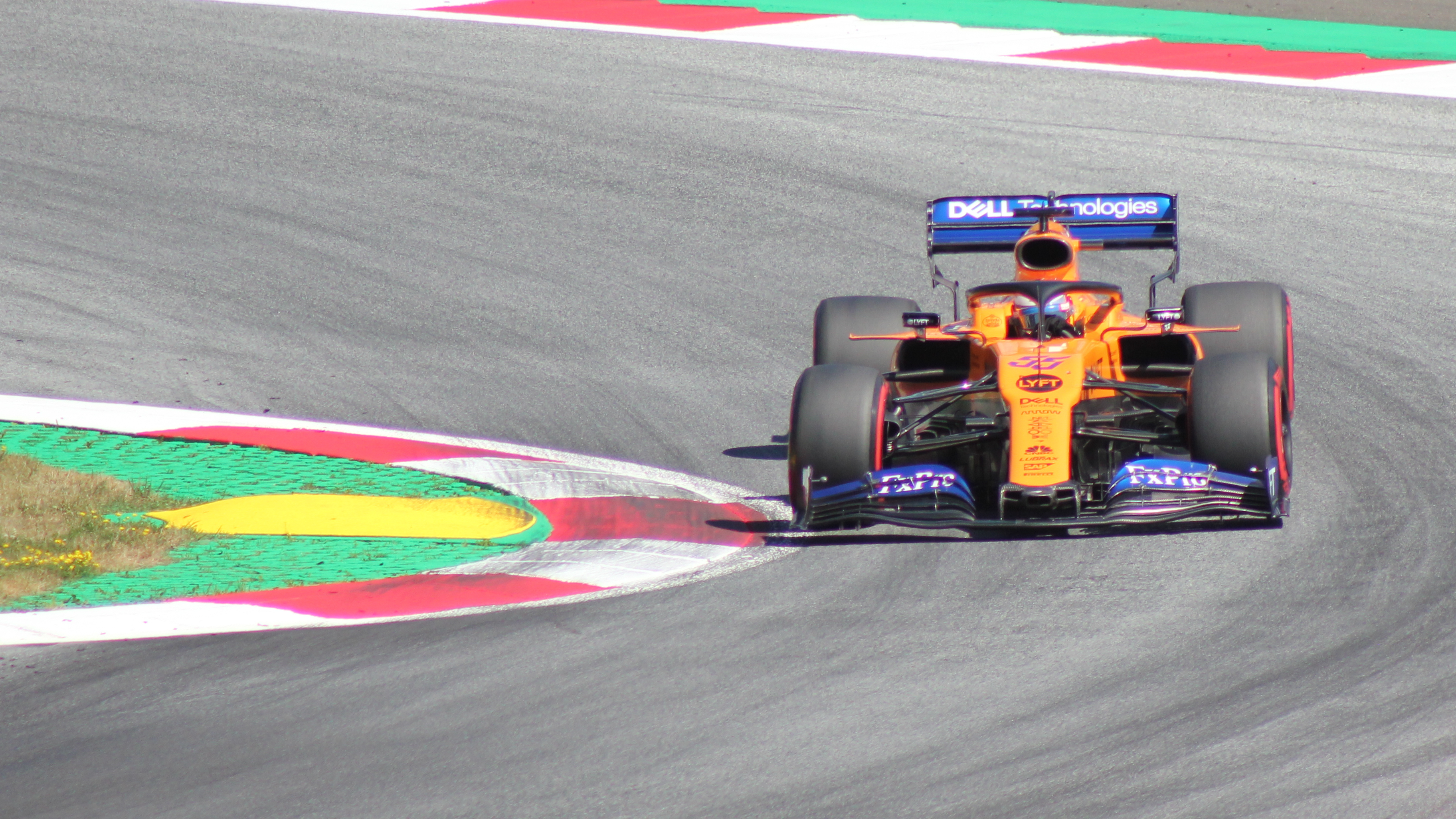
Carlos Sainz podczas Grand Prix Austrii 2019

Pierwszym wyścigiem Sainza jako kierowca Mclarena było Grand Prix Australii w 2019, które przedwcześnie zakończył z powodu awarii silnika w jego bolidzie. Podczas Grand Prix Brazylii z powodu awarii silnika startował z 20. miejsca. Wyścig ukończył na 4. miejscu, lecz po otrzymaniu przez Lewisa Hamiltona kary za spowodowanie kolizji z Alexandrem Albonem awansował na 3. miejsce i zdobył pierwsze podium w swojej karierze, oraz pierwsze podium dla Mclarena od Grand Prix Australii w 2014 roku. Sezon 2019 ukończył na szóstym miejscu z 96 punktami w klasyfikacji generalnej pokonując swojego kolegę z drużyny Lando Norrisa o 47 punktów.

W sezonie 2020, podczas trwającej przerwy wynikającej z pandemii COVID-19, został ogłoszony kierowcą Scuderia Ferrari w sezonie 2021. W Grand Prix Styrii zakwalifikował się na trzeciej pozycji, która wówczas była jego najlepszą w karierze. Podczas wyścigu zanotował swoje pierwsze najszybsze okrążenie w Formule 1 i ustanowił nowy rekord toru Red Bull Ring, lecz z powodu powolnego pit stopu ukończył wyścig na 9 pozycji. Podczas Grand Prix Wielkiej Brytanii znajdował się na 4 pozycji, ale z powodu przebitej opony ukończył wyścig na 13. miejscu. W Grand Prix Włoch po raz drugi w sezonie zakwalifikował się na trzecim miejscu. Podczas wyścigu w wyniku czerwonej flagi spowodowanej wypadkiem Charles’a Leclerca wystartował ponownie wyścig z szóstego miejsca. Po wyprzedzeniu bolidów Lance'a Strolla i Kimiego Raikkonena oraz po otrzymaniu przez Lewisa Hamiltona i Antoniego Giovinazziego kary znalazł się na drugim miejscu za Pierrem Gaslym. Wyścig ukończył na drugim miejscu 0,4 sekundy za Gaslym. Podczas Grand Prix Portugalii zdobył 6 miejsc na starcie, dzięki czemu znajdował się na prowadzeniu przez 4 okrążenia. Ostatecznie zajął 6. miejsce w wyścigu. W klasyfikacji generalnej ponownie ukończył sezon na 6. miejscu zdobywając 105 punktów.

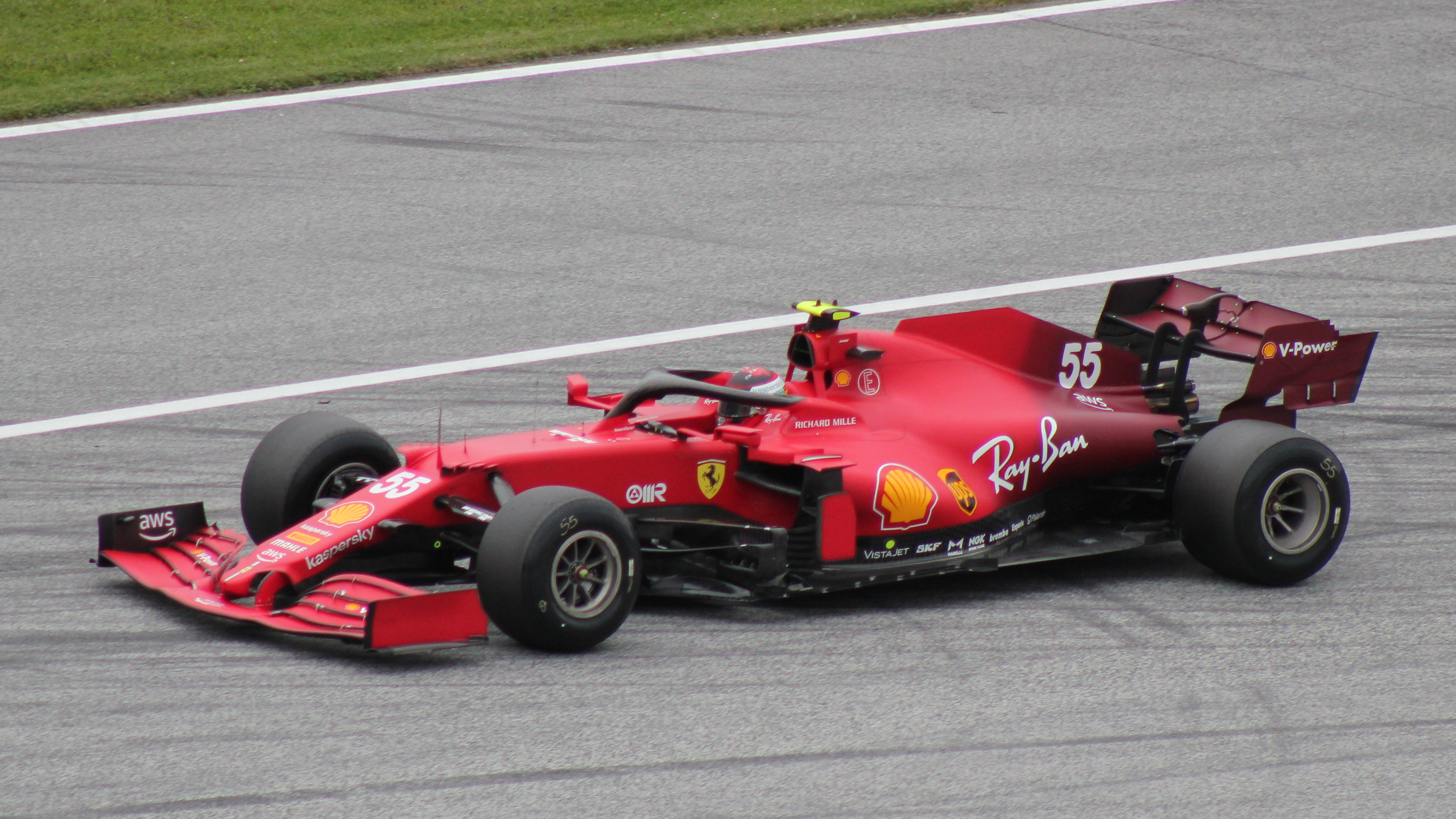
Carlos Sainz Jr. podczas Grand Prix Austrii w bolidzie Ferrari SF21 (2021).

W sezonie 2021 Carlos Sainz Jr. zastąpił w Scuderii Ferrari czterokrotnego mistrza świata Formuły 1 Sebastiana Vettela, który opuścił zespół po zakończeniu trwającego kontraktu w 2020. Jego miejsce w McLaren F1 zajął Daniel Ricciardo.
Scuderia Ferrari (2021–2024)
Carlos Sainz Jr. osiągnął wiele znaczących wyników podczas swojej kariery w Scuderia Ferrari. W swoim debiutanckim sezonie 2021 zdobył cztery miejsca na podium, kończąc sezon na piątej pozycji w klasyfikacji kierowców. Sainz regularnie plasował się w czołówce, co pomogło Ferrari zająć trzecie miejsce w klasyfikacji konstruktorów. W sezonie 2022 zdobył swoje pierwsze pole position w Formule 1 oraz odniósł swoje pierwsze zwycięstwo w Grand Prix Wielkiej Brytanii. Dodatkowo, w tym samym sezonie, Sainz zakończył na podium siedem wyścigów, kończąc sezon na piątym miejscu w klasyfikacji kierowców. W 2023 roku kontynuował swoje solidne występy, zdobywając kolejne miejsca na podium i pozostając kluczowym zawodnikiem dla zespołu Ferrari.
Carlos Sainz Jr. ogłosił, że od sezonu 2025 będzie kierowcą zespołu Williams Racing, z którym podpisał dwuletni kontrakt z opcją przedłużenia. Jego partnerem zespołowym będzie Alexander Albon.

## Wyniki
| Legenda oznaczeń w tabelach wyników Wyświetl szablon na nowej stronie | Legenda oznaczeń w tabelach wyników Wyświetl szablon na nowej stronie                                                                     |
| Oznaczenie                                                            | Wyjaśnienie |
| --------------------------------------------------------------------- | --- |
| Złoty                                                                 | Zwycięzca lub mistrzostwo |
| Srebrny                                                               | 2. miejsce lub wicemistrzostwo |
| Brązowy                                                               | 3. miejsce lub II wicemistrzostwo |
| Zielony                                                               | Ukończył, punktował (w klasyfikacji generalnej, gdy zdobył co najmniej jeden punkt na przestrzeni sezonu, poza trzema powyższymi opcjami) |
| Niebieski                                                             | Ukończył, nie punktował (w klasyfikacji generalnej, gdy nie zdobył co najmniej jednego punktu na przestrzeni sezonu)                      |
| Czerwony                                                              | Nie zakwalifikował się (NZ) |
| Czerwony                                                              | Nie prekwalifikował się (NPK) |
| Różowy                                                                | Nie ukończył (NU) |
| Różowy                                                                | Niesklasyfikowany (NS) (w klasyfikacji generalnej, gdy nie został sklasyfikowany w żadnym wyścigu sezonu)                                 |
| Czarny                                                                | Zdyskwalifikowany (DK) |
| Czarny                                                                | Wykluczony (WYK/EX) |
| Biały                                                                 | Nie wystartował (NW) |
| Biały                                                                 | Kontuzjowany (K/INJ) |
| Biały                                                                 | Wyścig odwołany (OD/C) |
| Bez koloru                                                            | Został wycofany (WYC/WD) |
| Bez koloru                                                            | Nie przybył (NP/DNA) |
| Bez koloru                                                            | Nie brał udziału w treningach (NT/DNP) |
| Bez koloru                                                            | Nie został zgłoszony (–) |
| Pogrubienie                                                           | Start z pole position |
| Kursywa                                                               | Najszybsze okrążenie wyścigu |
| †                                                                     | Nie ukończył, ale jego rezultat został zaliczony ze względu na przejechanie więcej niż 90% dystansu wyścigu.                              |
| *                                                                     | Sezon w trakcie |
| 1/2/3                                                                 | Punktowana pozycja w sprincie |
| Lista systemów punktacji Formuły 1                                    | |

### GP3
| Rok  | Zespół   | Wyniki w poszczególnych eliminacjach | Wyniki w poszczególnych eliminacjach | Wyniki w poszczególnych eliminacjach | Wyniki w poszczególnych eliminacjach | Wyniki w poszczególnych eliminacjach | Wyniki w poszczególnych eliminacjach | Wyniki w poszczególnych eliminacjach | Wyniki w poszczególnych eliminacjach | Wyniki w poszczególnych eliminacjach | Wyniki w poszczególnych eliminacjach | Wyniki w poszczególnych eliminacjach | Wyniki w poszczególnych eliminacjach | Wyniki w poszczególnych eliminacjach | Wyniki w poszczególnych eliminacjach | Wyniki w poszczególnych eliminacjach | Wyniki w poszczególnych eliminacjach | Pkt. | Poz. |
| ---- | -------- | ------------------------------------ | ------------------------------------ | ------------------------------------ | ------------------------------------ | ------------------------------------ | ------------------------------------ | ------------------------------------ | ------------------------------------ | ------------------------------------ | ------------------------------------ | ------------------------------------ | ------------------------------------ | ------------------------------------ | ------------------------------------ | ------------------------------------ | ------------------------------------ | ---- | ---- |
| 2013 | MW Arden | ESP                                  | ESP                                  | VAL                                  | VAL                                  | GBR                                  | GBR                                  | DEU                                  | DEU                                  | HUN                                  | HUN                                  | BEL                                  | BEL                                  | ITA                                  | ITA                                  | ARE                                  | ARE                                  | 66   | 10   |
| 2013 | MW Arden | 15                                   | DK                                   | 5                                    | 3                                    | 13                                   | 13                                   | 6                                    | 5                                    | 5                                    | 2                                    | NU                                   | 13                                   | 9                                    | 9                                    | DK                                   | 18                                   | 66   | 10   |

### Formuła Renault 3.5
| Rok  | Zespół     | Wyniki w poszczególnych eliminacjach | Wyniki w poszczególnych eliminacjach | Wyniki w poszczególnych eliminacjach | Wyniki w poszczególnych eliminacjach | Wyniki w poszczególnych eliminacjach | Wyniki w poszczególnych eliminacjach | Wyniki w poszczególnych eliminacjach | Wyniki w poszczególnych eliminacjach | Wyniki w poszczególnych eliminacjach | Wyniki w poszczególnych eliminacjach | Wyniki w poszczególnych eliminacjach | Wyniki w poszczególnych eliminacjach | Wyniki w poszczególnych eliminacjach | Wyniki w poszczególnych eliminacjach | Wyniki w poszczególnych eliminacjach | Wyniki w poszczególnych eliminacjach | Wyniki w poszczególnych eliminacjach | Pkt. | Poz. |
| ---- | ---------- | ------------------------------------ | ------------------------------------ | ------------------------------------ | ------------------------------------ | ------------------------------------ | ------------------------------------ | ------------------------------------ | ------------------------------------ | ------------------------------------ | ------------------------------------ | ------------------------------------ | ------------------------------------ | ------------------------------------ | ------------------------------------ | ------------------------------------ | ------------------------------------ | ------------------------------------ | ---- | ---- |
| 2013 | Zeta Corse | ITA                                  | ITA                                  | ARA                                  | ARA                                  | MON                                  | BEL                                  | BEL                                  | RUS                                  | RUS                                  | AUT                                  | AUT                                  | HUN                                  | HUN                                  | FRA                                  | FRA                                  | CAT                                  | CAT                                  | 22   | 19   |
| 2013 | Zeta Corse | –                                    | –                                    | –                                    | –                                    | 6                                    | NU                                   | 18                                   | –                                    | –                                    | –                                    | –                                    | 7                                    | 22                                   | 16                                   | NU                                   | NU                                   | 6                                    | 22   | 19   |
| 2014 | DAMS       | ITA                                  | ITA                                  | ARA                                  | ARA                                  | MON                                  | BEL                                  | BEL                                  | RUS                                  | RUS                                  | DEU                                  | DEU                                  | HUN                                  | HUN                                  | FRA                                  | FRA                                  | JER                                  | JER                                  | 227  | 1    |
| 2014 | DAMS       | 18                                   | 1                                    | 1                                    | 4                                    | 4                                    | 1                                    | 1                                    | 14                                   | 6                                    | 1                                    | NU                                   | 4                                    | 6                                    | 1                                    | 1                                    | 15                                   | 11                                   | 227  | 1    |

### Formuła 1
| Rok  | Zespół                          | Samochód         | Silnik                         | Wyniki w poszczególnych eliminacjach | Wyniki w poszczególnych eliminacjach | Wyniki w poszczególnych eliminacjach | Wyniki w poszczególnych eliminacjach | Wyniki w poszczególnych eliminacjach | Wyniki w poszczególnych eliminacjach | Wyniki w poszczególnych eliminacjach | Wyniki w poszczególnych eliminacjach | Wyniki w poszczególnych eliminacjach | Wyniki w poszczególnych eliminacjach | Wyniki w poszczególnych eliminacjach | Wyniki w poszczególnych eliminacjach | Wyniki w poszczególnych eliminacjach | Wyniki w poszczególnych eliminacjach | Wyniki w poszczególnych eliminacjach | Wyniki w poszczególnych eliminacjach | Wyniki w poszczególnych eliminacjach | Wyniki w poszczególnych eliminacjach | Wyniki w poszczególnych eliminacjach | Wyniki w poszczególnych eliminacjach | Wyniki w poszczególnych eliminacjach | Wyniki w poszczególnych eliminacjach |       |   | Pkt.  | Poz. |
| ---- | ------------------------------- | ---------------- | ------------------------------ | ------------------------------------ | ------------------------------------ | ------------------------------------ | ------------------------------------ | ------------------------------------ | ------------------------------------ | ------------------------------------ | ------------------------------------ | ------------------------------------ | ------------------------------------ | ------------------------------------ | ------------------------------------ | ------------------------------------ | ------------------------------------ | ------------------------------------ | ------------------------------------ | ------------------------------------ | ------------------------------------ | ------------------------------------ | ------------------------------------ | ------------------------------------ | ------------------------------------ | ----- | - | ----- | ---- |
| 2015 | Scuderia Toro Rosso             | Toro Rosso STR10 | Renault Energy F1-2015 1.6T V6 | Australia                            | Malezja                              |                                      | Bahrajn                              | Hiszpania                            | Monako                               | Kanada                               | Austria                              | Wielka Brytania                      | Węgry                                | Belgia                               | Włochy                               | Singapur                             | Japonia                              | Rosja                                | Stany Zjednoczone                    | Meksyk                               | Brazylia                             |                                      |                                      |                                      |                                      |       |   | 18    | 15   |
| 2015 | Scuderia Toro Rosso             | Toro Rosso STR10 | Renault Energy F1-2015 1.6T V6 | 9                                    | 8                                    | 13                                   | NU                                   | 9                                    | 10                                   | 12                                   | NU                                   | NU                                   | NU                                   | NU                                   | 11                                   | 9                                    | 10                                   | NU                                   | 7                                    | 13                                   | NU                                   | 11                                   |                                      |                                      |                                      |       |   | 18    | 15   |
| 2016 | Scuderia Toro Rosso             | Toro Rosso STR11 | Ferrari 1.6 V6T 2015           | Australia                            | Bahrajn                              |                                      | Rosja                                | Hiszpania                            | Monako                               | Kanada                               | Unia Europejska                      | Austria                              | Wielka Brytania                      | Węgry                                | Niemcy                               | Belgia                               | Włochy                               | Singapur                             | Malezja                              | Japonia                              | Stany Zjednoczone                    | Meksyk                               | Brazylia                             |                                      |                                      |       |   | 46    | 12   |
| 2016 | Scuderia Toro Rosso             | Toro Rosso STR11 | Ferrari 1.6 V6T 2015           | 9                                    | NU                                   | 9                                    | 12                                   | 6                                    | 8                                    | 9                                    | NU                                   | 8                                    | 8                                    | 8                                    | 14                                   | NU                                   | 15                                   | 14                                   | 11                                   | 17                                   | 6                                    | 16                                   | 6                                    | NU                                   |                                      |       |   | 46    | 12   |
| 2017 | Scuderia Toro Rosso             | Toro Rosso STR12 | Renault R.E.17 1.6T V6         | Australia                            |                                      | Bahrajn                              | Rosja                                | Hiszpania                            | Monako                               | Kanada                               | Azerbejdżan                          | Austria                              | Wielka Brytania                      | Węgry                                | Belgia                               | Włochy                               | Singapur                             | Malezja                              | Japonia                              | Stany Zjednoczone                    | Meksyk                               | Brazylia                             |                                      |                                      |                                      |       |   | 54    | 9    |
| 2017 | Scuderia Toro Rosso             | Toro Rosso STR12 | Renault R.E.17 1.6T V6         | 8                                    | 7                                    | NU                                   | 10                                   | 7                                    | 6                                    | NU                                   | 8                                    | NU                                   | NU                                   | 7                                    | 10                                   | 14                                   | 4                                    | NU                                   | NU                                   | –                                    | –                                    | –                                    | –                                    |                                      |                                      |       |   | 54    | 9    |
| 2017 | Renault Sport Formula One Team  | Renault R.S.17   | Renault R.E.17 1.6T V6         | –                                    | –                                    | –                                    | –                                    | –                                    | –                                    | –                                    | –                                    | –                                    | –                                    | –                                    | –                                    | –                                    | –                                    | –                                    | –                                    | 7                                    | NU                                   | 11                                   | NU                                   |                                      |                                      |       |   | 54    | 9    |
| 2018 | Renault Sport Formula One Team  | Renault R.S.18   | Renault R.E.18 1.6T V6         | Australia                            | Bahrajn                              |                                      | Azerbejdżan                          | Hiszpania                            | Monako                               | Kanada                               | Francja                              | Austria                              | Wielka Brytania                      | Niemcy                               | Węgry                                | Belgia                               | Włochy                               | Singapur                             | Rosja                                | Japonia                              | Stany Zjednoczone                    | Meksyk                               | Brazylia                             |                                      |                                      |       |   | 53    | 10   |
| 2018 | Renault Sport Formula One Team  | Renault R.S.18   | Renault R.E.18 1.6T V6         | 10                                   | 11                                   | 9                                    | 5                                    | 7                                    | 10                                   | 8                                    | 8                                    | 12                                   | NU                                   | 12                                   | 9                                    | 11                                   | 8                                    | 8                                    | 17                                   | 10                                   | 7                                    | NU                                   | 12                                   | 6                                    |                                      |       |   | 53    | 10   |
| 2019 | McLaren F1 Team                 | McLaren MCL34    | Renault R.E.19 1.6 V6T         | Australia                            | Bahrajn                              |                                      | Azerbejdżan                          | Hiszpania                            | Monako                               | Kanada                               | Francja                              | Austria                              | Wielka Brytania                      | Niemcy                               | Węgry                                | Belgia                               | Włochy                               | Singapur                             | Rosja                                | Japonia                              | Meksyk                               | Stany Zjednoczone                    | Brazylia                             |                                      |                                      |       |   | 96    | 6    |
| 2019 | McLaren F1 Team                 | McLaren MCL34    | Renault R.E.19 1.6 V6T         | NU                                   | 19†                                  | 14                                   | 7                                    | 8                                    | 6                                    | 11                                   | 6                                    | 8                                    | 6                                    | 5                                    | 5                                    | NU                                   | NU                                   | 12                                   | 6                                    | 5                                    | 13                                   | 8                                    | 3                                    | 10                                   |                                      |       |   | 96    | 6    |
| 2020 | McLaren F1 Team                 | McLaren MCL35    | Renault R.E.20 1.6 V6T         | Austria                              |                                      | Węgry                                | Wielka Brytania                      | Wielka Brytania                      | Hiszpania                            | Belgia                               | Włochy                               | Toskania                             | Rosja                                | Niemcy                               | Portugalia                           | Emilia-Romania                       | Turcja                               | Bahrajn                              | Bahrajn                              |                                      |                                      |                                      |                                      |                                      |                                      |       |   | 105   | 6    |
| 2020 | McLaren F1 Team                 | McLaren MCL35    | Renault R.E.20 1.6 V6T         | 5                                    | 9                                    | 9                                    | 13                                   | 13                                   | 6                                    | NW                                   | 2                                    | NU                                   | NU                                   | 5                                    | 6                                    | 7                                    | 5                                    | 5                                    | 4                                    | 6                                    |                                      |                                      |                                      |                                      |                                      |       |   | 105   | 6    |
| 2021 | Scuderia Ferrari Mission Winnow | Ferrari SF21     | Ferrari 065/6 1.6 V6 t         | Bahrajn                              | Emilia-Romania                       | Portugalia                           | Hiszpania                            | Monako                               | Azerbejdżan                          | Francja                              |                                      | Austria                              | Wielka Brytania                      | Węgry                                | ‡                                    | Holandia                             | Włochy                               | Rosja                                | Turcja                               | Stany Zjednoczone                    | Meksyk                               |                                      | Katar                                | Arabia Saudyjska                     |                                      |       |   | 164,5 | 5    |
| 2021 | Scuderia Ferrari Mission Winnow | Ferrari SF21     | Ferrari 065/6 1.6 V6 t         | 8                                    | 5                                    | 11                                   | 7                                    | 2                                    | 8                                    | 11                                   | 6                                    | 5                                    | 6                                    | 3                                    | 10                                   | 7                                    | 6                                    | 3                                    | 8                                    | 7                                    | 6                                    | 63                                   | 7                                    | 8                                    | 3                                    |       |   | 164,5 | 5    |
| 2022 | Scuderia Ferrari                | Ferrari F1-75    | Ferrari 066/7                  | Bahrajn                              | Arabia Saudyjska                     | Australia                            | Emilia-Romania                       | Stany Zjednoczone                    | Hiszpania                            | Monako                               | Azerbejdżan                          | Kanada                               | Wielka Brytania                      | Austria                              | Francja                              | Węgry                                | Belgia                               | Holandia                             | Włochy                               | Singapur                             | Japonia                              | Stany Zjednoczone                    | Meksyk                               |                                      |                                      |       |   | 246   | 5    |
| 2022 | Scuderia Ferrari                | Ferrari F1-75    | Ferrari 066/7                  | 2                                    | 3                                    | NU                                   | NU4                                  | 3                                    | 4                                    | 2                                    | NU                                   | 2                                    | 1                                    | NU3                                  | 5                                    | 4                                    | 3                                    | 8                                    | 4                                    | 3                                    | NU                                   | NU                                   | 5                                    | 32                                   | 4                                    |       |   | 246   | 5    |
| 2023 | Scuderia Ferrari                | Ferrari SF-23    | Ferrari 066/10 1.6 V6 t        | Bahrajn                              | Arabia Saudyjska                     | Australia                            | Azerbejdżan                          | Stany Zjednoczone                    | Monako                               | Hiszpania                            | Kanada                               | Austria                              | Wielka Brytania                      | Węgry                                | Belgia                               | Holandia                             | Włochy                               | Singapur                             | Japonia                              | Katar                                | Stany Zjednoczone                    | Meksyk                               |                                      | Stany Zjednoczone                    |                                      |       |   | 200   | 7    |
| 2023 | Scuderia Ferrari                | Ferrari SF-23    | Ferrari 066/10 1.6 V6 t        | 4                                    | 6                                    | 12                                   | 5                                    | 5                                    | 8                                    | 5                                    | 5                                    | 63                                   | 10                                   | 8                                    | NU4                                  | 5                                    | 3                                    | 1                                    | 6                                    | NW6                                  | 36                                   | 4                                    | 68                                   | 6                                    | 18†                                  |       |   | 200   | 7    |
| 2024 | Scuderia Ferrari                | Ferrari SF-24    | Ferrari 066/12 1.6 V6 T        | Bahrajn                              | Arabia Saudyjska                     | Australia                            | Japonia                              |                                      | Stany Zjednoczone                    | Emilia-Romania                       | Monako                               | Kanada                               | Hiszpania                            | Austria                              | Wielka Brytania                      | Węgry                                | Belgia                               | Holandia                             | Włochy                               | Azerbejdżan                          | Singapur                             | Stany Zjednoczone                    | Meksyk                               |                                      | Stany Zjednoczone                    | Katar |   | 290   | 5    |
| 2024 | Scuderia Ferrari                | Ferrari SF-24    | Ferrari 066/12 1.6 V6 T        | 3                                    | WD                                   | 1                                    | 3                                    | 5                                    | 5                                    | 5                                    | 3                                    | NU                                   | 6                                    | 35                                   | 5                                    | 6                                    | 6                                    | 5                                    | 4                                    | 18†                                  | 7                                    | 2                                    | 1                                    | NU                                   | 3                                    | 64    | 2 | 290   | 5    |
| 2025 | Williams Racing                 | Williams FW47    | Mercedes AMG                   | Australia                            |                                      | Japonia                              | Bahrajn                              | Arabia Saudyjska                     | Stany Zjednoczone                    | Emilia-Romania                       | Monako                               | Hiszpania                            | Kanada                               | Austria                              | Wielka Brytania                      | Belgia                               | Węgry                                | Holandia                             | Włochy                               | Azerbejdżan                          | Singapur                             | Stany Zjednoczone                    | Meksyk                               |                                      | Stany Zjednoczone                    | Katar |   | 16*   | 16*  |
| 2025 | Williams Racing                 | Williams FW47    | Mercedes AMG                   | NU                                   | 10                                   | 14                                   | NU                                   | 8                                    | 9                                    | 8                                    | 10                                   | 14                                   | 10                                   | NW                                   | 12                                   | 18                                   | 14                                   |                                      |                                      |                                      |                                      |                                      |                                      |                                      |                                      |       |   | 16*   | 16*  |

‡ - Przyznano połowę punktów, gdyż zostało przejechane mniej niż 75% wyścigu.

### Podsumowanie
| Sezon | Seria                                         | Zespół                          | Wyścigi | P1 | PP | NO | Podium | Punkty | Pozycja |
| ----- | --------------------------------------------- | ------------------------------- | ------- | -- | -- | -- | ------ | ------ | ------- |
| 2010  | Formuła BMW Europa                            | EuroInternational               | 16      | 1  | 2  | 2  | 5      | 227    | 4       |
| 2010  | Formuła BMW Pacyfik                           | EuroInternational               | 9       | 2  | 3  | 2  | 5      | N/A    | NS†     |
| 2010  | Europejski Puchar Formuły Renault 2.0         | Epsilon Euskadi                 | 4       | 0  | 0  | 0  | 1      | N/A    | NS†     |
| 2010  | Europejski Puchar Formuły Renault 2.0         | Tech 1 Racing                   | 4       | 0  | 0  | 0  | 1      | N/A    | NS†     |
| 2010  | European F3 Open                              | De Villota Motorsport           | 4       | 0  | 0  | 0  | 1      | N/A    | NS†     |
| 2010  | Brytyjska Formuła Renault (seria zimowa)      | Koiranen Bros. Motorsport       | 2       | 0  | 0  | 0  | 0      | 18     | 18      |
| 2011  | Europejski Puchar Formuły Renault 2.0         | Koiranen Motorsport             | 14      | 2  | 4  | 5  | 10     | 200    | 2       |
| 2011  | Północnoeuropejski Puchar Formuły Renault 2.0 | Koiranen Motorsport             | 20      | 8  | 10 | 12 | 17     | 489    | 1       |
| 2011  | Formula 3 Euro Series                         | Signature                       | 3       | 0  | 0  | 0  | 0      | N/A    | NS†     |
| 2011  | Grand Prix Makau                              | Signature                       | 3       | 0  | 0  | 0  | 0      | N/A    | 17      |
| 2012  | Brytyjska Formuła 3                           | Carlin                          | 26      | 5  | 1  | 2  | 9      | 224    | 6       |
| 2012  | Formula 3 Euro Series                         | Carlin                          | 24      | 0  | 2  | 0  | 2      | 112    | 9       |
| 2012  | Europejska Formuła 3                          | Carlin                          | 20      | 1  | 2  | 1  | 5      | 161    | 5       |
| 2012  | Masters of Formula 3                          | Carlin                          | 1       | 0  | 0  | 0  | 0      | N/A    | 4       |
| 2012  | Grand Prix Makau                              | Carlin                          | 3       | 0  | 0  | 0  | 0      | N/A    | 7       |
| 2013  | Seria GP3                                     | MW Arden                        | 16      | 0  | 1  | 1  | 2      | 66     | 10      |
| 2013  | Formuła Renault 3.5                           | Zeta Corse                      | 9       | 0  | 0  | 0  | 0      | 22     | 19      |
| 2013  | Grand Prix Makau                              | Carlin                          | 1       | 0  | 0  | 0  | 0      | N/A    | 7       |
| 2014  | Formuła Renault 3.5                           | DAMS                            | 18      | 7  | 7  | 7  | 7      | 227    | 1       |
| 2015  | Formuła 1                                     | Scuderia Toro Rosso             | 19      | 0  | 0  | 0  | 0      | 18     | 15      |
| 2016  | Formuła 1                                     | Scuderia Toro Rosso             | 21      | 0  | 0  | 0  | 0      | 46     | 12      |
| 2017  | Formuła 1                                     | Scuderia Toro Rosso             | 16      | 0  | 0  | 0  | 0      | 54     | 9       |
| 2017  | Formuła 1                                     | Renault Sport F1 Team           | 4       | 0  | 0  | 0  | 0      | 54     | 9       |
| 2018  | Formuła 1                                     | Renault Sport F1 Team           | 21      | 0  | 0  | 0  | 0      | 53     | 10      |
| 2019  | Formuła 1                                     | McLaren F1 Team                 | 21      | 0  | 0  | 0  | 1      | 96     | 6       |
| 2020  | Formuła 1                                     | McLaren F1 Team                 | 17      | 0  | 0  | 1  | 1      | 105    | 6       |
| 2021  | Formuła 1                                     | Scuderia Ferrari Mission Winnow | 22      | 0  | 0  | 0  | 4      | 164,5  | 5       |
| 2022  | Formuła 1                                     | Scuderia Ferrari                | 22      | 1  | 3  | 2  | 9      | 246    | 5       |
| 2023  | Formuła 1                                     | Scuderia Ferrari                | 21      | 1  | 2  | 0  | 3      | 200    | 7       |
| 2024  | Formuła 1                                     | Scuderia Ferrari                | 21      | 1  | 0  | 0  | 7      | 244    | 5*      |